# Jacob Karlstrøm
Jacob Karlstrøm (Tromsø, 9 gennaio 1997) è un calciatore norvegese, portiere del Molde.

## Carriera

### Club
Karlstrøm è cresciuto nelle giovanili del Tromsø. È stato aggregato in prima squadra a partire dalla stagione 2014, accomodandosi in panchina in data 10 luglio 2014, in occasione del turno di qualificazione all'Europa League contro il Santos Tartu, vinto per 6-1 dalla formazione norvegese.
Ha esordito in Eliteserien il 13 maggio 2017: è stato schierato titolare nel pareggio per 1-1 maturato in casa del Sarpsborg 08.
Il 4 gennaio 2018 ha prolungato il contratto che lo legava al Tromsø, fino al 31 dicembre 2020.
Ha acquistato maggiore spazio in squadra a partire dal campionato 2019, terminato con la retrocessione del Tromsø.
Il 22 febbraio 2020 ha rinnovato l'accordo con il Tromsø, fino al 31 dicembre 2022. Ha giocato da titolare il campionato 2020, in cui il Tromsø ha riguadagnato la promozione.
Il 15 dicembre 2021 è stato reso noto il passaggio di Karlstrøm al Molde: il giocatore ha firmato un contratto valido fino al 31 dicembre 2025 e il trasferimento sarebbe stato ratificato alla riapertura del calciomercato invernale locale. Ha debuttato in squadra il 2 aprile, nella vittoria per 1-0 sul Vålerenga.
Il 21 luglio 2022 ha giocato la prima partita nelle competizioni UEFA per club: è stato titolare nella vittoria per 4-1 sull'Elfsborg, nei turni preliminari della Conference League.
Il 2 agosto 2024 si è trasferito agli svedesi dell'IFK Göteborg, con la formula del prestito. Con il suo ingaggio, la formazione biancoblù ha deciso di cautelarsi visto il grave infortunio occorso a Pontus Dahlberg in precampionato, il lieve infortunio al nuovo giovane titolare Elis Bishesari e il fatto che la riserva Anders Kristiansen fosse rimasto senza giocare una partita ufficiale per quasi un anno.

## Statistiche

### Presenze e reti nei club
Statistiche aggiornate al 2 agosto 2024.
| Stagione       | Club          | Campionato    | Campionato | Campionato | Coppe nazionali | Coppe nazionali | Coppe nazionali | Coppe continentali | Coppe continentali | Coppe continentali | Supercoppe | Supercoppe | Supercoppe | Totale | Totale |
| Stagione       | Club          | Comp          | Pres       | Reti       | Comp            | Pres            | Reti            | Comp               | Pres               | Reti               | Comp       | Pres       | Reti       | Pres   | Reti   |
| -------------- | ------------- | ------------- | ---------- | ---------- | --------------- | --------------- | --------------- | ------------------ | ------------------ | ------------------ | ---------- | ---------- | ---------- | ------ | ------ |
| 2014           | Tromsø        | 1D            | 0          | 0          | CN              | 0               | 0               | UEL                | 0                  | 0                  | -          | -          | -          | 0      | 0      |
| 2015           | Tromsø        | ES            | 0          | 0          | CN              | 0               | 0               | -                  | -                  | -                  | -          | -          | -          | 0      | 0      |
| 2016           | Tromsø        | ES            | 0          | 0          | CN              | 0               | 0               | -                  | -                  | -                  | -          | -          | -          | 0      | 0      |
| 2017           | Tromsø        | ES            | 5          | -11        | CN              | 3               | -1              | -                  | -                  | -                  | -          | -          | -          | 8      | -12    |
| 2018           | Tromsø        | ES            | 7          | -7         | CN              | 4               | -4              | -                  | -                  | -                  | -          | -          | -          | 11     | -11    |
| 2019           | Tromsø        | ES            | 14         | -25        | CN              | 2               | -2              | -                  | -                  | -                  | -          | -          | -          | 16     | -27    |
| 2020           | Tromsø        | 1D            | 29         | -25        | -               | -               | -               | -                  | -                  | -                  | -          | -          | -          | 29     | -25    |
| 2021           | Tromsø        | ES            | 30         | -44        | CN              | 5               | -7              | -                  | -                  | -                  | -          | -          | -          | 35     | -51    |
| Totale Tromsø  | Totale Tromsø | Totale Tromsø | 85         | -112       |                 | 14              | -14             |                    | 0                  | 0                  |            | -          | -          | 99     | -126   |
| 2022           | Molde         | ES            | 26         | -20        | CN              | 2               | -2              | UECL               | 12                 | -15                | -          | -          | -          | 40     | -37    |
| 2023           | Molde         | ES            | 22         | -22        | CN              | 3               | -1              | UCL+UEL+UECL       | 6+2+0              | -8+-3+0            | -          | -          | -          | 33     | -34    |
| gen.-ago. 2024 | Molde         | ES            | 8          | -9         | CN              | 0               | 0               | UEL                | 1                  | -1                 | -          | -          | -          | 9      | -10    |
| Totale Molde   | Totale Molde  | Totale Molde  | 56         | -51        |                 | 5               | -3              |                    | 21                 | -27                |            | -          | -          | 82     | -81    |
| ago.-dic. 2024 | IFK Göteborg  | A             | 0          | 0          | CS              | 0               | 0               | -                  | -                  | -                  | -          | -          | -          | 0      | 0      |
| Totale         | Totale        | Totale        | 141        | -163       |                 | 19              | -17             |                    | 21                 | -27                |            | -          | -          | 181    | -207   |

## Palmarès

### Club

#### Competizioni nazionali
- Coppa di Norvegia: 1

Molde: 2023